# Kefar Netter
Kefar Netter (hebr. כפר נטר) – moszaw położony w samorządzie regionu Chof ha-Szaron, w Dystrykcie Centralnym, w Izraelu.
Leży na równinie Szaron w odległości 1 km na wschód od miasta Netanja, w otoczeniu moszawów Udim, Bet Jehoszua oraz miasteczka Ewen Jehuda.

## Historia
W latach 1936–39 członkowie żydowskiej organizacji syjonistycznej zakupili w tej okolicy 12 akrów ziemi od arabskich rolników. Był to teren mocno pofałdowany i poprzecinany licznymi głębokimi wąwozami (wadi), uniemożliwiającymi prowadzenie prac rolniczych przy pomocy traktora. Nie mogąc utworzyć nowej osady rolniczej, żydowscy osadnicy podjęli działania aby zapobiec dalszemu jałowieniu gruntów i postępowi nadmorskich wydm. W tym celu przeprowadzono akcję sadzenia eukaliptusów, tamaryszków i akacji.
Następnie podjęto decyzję o zagospodarowaniu tych terenów. W dwóch namiotach zamieszkało wówczas kilku byłych studentów szkoły rolniczej Mikwe Jisra’el. Cierpieli oni z powodu niedostatku wody i jedzenia.
27 lipca 1939 nastąpiło oficjalne założenie moszawu, który był typową obronną osadą rolniczą, z palisadą i wieżą wartowniczą. W trzech drewnianych szopach i dziesięciu namiotach zamieszkało 25 młodych osadników. Nowy moszaw nazwano na cześć Charles’a Nettera, jednego z założycieli szkoły Mikwe Jisra’el.

## Gospodarka
Gospodarka moszawu opiera się na intensywnym rolnictwie, sadownictwie, uprawach w szklarniach oraz hodowli krów i kóz.
W tutejszym parku przemysłowym działa kilkanaście spółek hi-tech, między innymi międzynarodowa korporacja Zoran Corporation, która dostarcza rozwiązania cyfrowe dla rosnących potrzeb rynku cyfrowej rozrywki i grafiki. Swoją główną siedzibę ma tutaj także międzynarodowa spółka BATM Advanced Communications Ltd., która dostarcza najnowsze rozwiązania internetowe.

## Komunikacja
Przez moszaw przebiega droga nr 5611 , którą jadąc na południe dojeżdża się do moszawu Bet Jehoszua, natomiast jadąc na północny zachód dojeżdża się do strefy przemysłowej Netanji, a następnie do węzła drogowego z autostradą nr 2  (Tel Awiw–Hajfa). Dwie drogi lokalne prowadzą do położonego na wschodzie miasteczka Ewen Jehuda, przy którym przebiega droga ekspresowa nr 4  (Netiw ha-Asara–Kefar Rosz ha-Nikra).